# Friedrich Peter (Bischof)
Friedrich Franz Peter (* 4. Oktober 1892 in Merseburg; † 17. April 1960 in Gronau) war ein deutscher Theologe, evangelischer Pfarrer und Bischof. Er war Mitglied der Deutschen Christen.

## Leben und Wirken
Peter war der Sohn eines Rechnungsrates und studierte nach dem Besuch der Bürgerschule und des Königlichen Domgymnasiums Merseburg evangelische Theologie in Greifswald und Halle. Als Kriegsfreiwilliger des Ersten Weltkrieges wurde er mehrfach dekoriert. Als 28-Jähriger unterstützte er als Zugführer des rechtsgerichteten Freikorps „Maerker“ den Kapp-Putsch.
Peter wurde schließlich Vikar in Eckartsberga und 1921 zum Pfarrer ordiniert. Nach einer Zeit als Hilfsprediger in den Pfeiffer’schen Anstalten in Magdeburg-Cracau wurde er Pfarrer in Jessen (Elster) und Arnsdorf, wo er ebenfalls Verbindung zu vaterländisch-völkischen Kreisen hielt. 1926 wurde er Pfarrer an der Segenskirche in Berlin. Im Jahre 1927 wurde er Bundespfarrer des Ostbundes im Evangelischen Jungmännerwerk.  Bereits in dieser Zeit agierte er für die Ziele der NSDAP, der er zum 1. April 1933 beitrat (Mitgliedsnummer 1.771.848). Das „Führerlexikon“ vermerkte anerkennend „seit 1929 offenes Bekenntnis für den Führer“.
1932 wirkte Peter an der Gründung der Kirchenbewegung der Deutschen Christen mit. Noch im August 1933 wurde er Oberkonsistorialrat im altpreußischen Evangelischen Oberkirchenrat Berlin und ab Oktober dieses Jahres bis 1936 Provinzialbischof der Kirchenprovinz Sachsen. Am 13. September 1933 forderte er auf dem 9. deutschen Diakonentag: „Diakonie muss, wie die SA das Soldatentum des Dritten Reiches ist, das Soldatentum der Kirche sein.“
Gegen die Amtsführung von Peter als Bischof gab es starken Widerstand, vor allem seitens der Bekennenden Kirche; seit Ende 1934 war er zunehmend isoliert. Diese Entwicklung und gezielte Entmachtung führten am 1. Juli 1936 zu seiner Abberufung als Bischof und Versetzung an den Berliner Dom. Wegen des Widerstands des Domkirchenkollegiums (des Gemeindekirchenrats der Domgemeinde) verrichtete er keine Gottesdienste und Amtshandlungen, bezog aber bis zur Einziehung in die Wehrmacht sein Gehalt und zog mit Vorträgen durchs Land. Im Jahre 1939 erklärte er seine Mitarbeit am Institut zur Erforschung und Beseitigung des jüdischen Einflusses auf das deutsche kirchliche Leben.  Dort leitete er den Arbeitskreis Beurteilung von Kunstwerken, der eine systematische 'Entjudung' des Kirchenraums vorbereiten sollte. Peter nahm als Major am Krieg teil und kam in Gefangenschaft.
Obgleich Peter 1948 aus dem Pfarramt entlassen wurde, blieben ihm die geistlichen Rechte erhalten. So erhielt er Beschäftigungsaufträge in der Evangelischen Kirche von Westfalen, zunächst in Oeding und seit 1953 in Gronau (Westf.).

## Schriften
- Jenseits von Irrtum und Unglück. Wochenend-Betrachtungen. Ostdeutscher Jünglingsbund, Berlin 1928.
- In heiliger Gefolgschaft. Die Geschichte des Ostbundes Ev. Jungmännervereine 1906/1931. Ostdeutscher Jünglingsbund, Berlin 1931.
- Wenn die Würfel fallen! Ein Buch von Evangelium und Politik. Ostdeutscher Jünglingsbund, Berlin 1931.
- Familie und Volk im Lichte des Wortes Gottes. 18 Thesen zur Gleichschaltung des theologischen Denkens. In: Männer im Werden. Monatsblatt für evangelische Jugendführung 39 (1933), S. 41–47.
- Predigt von Bischof Friedrich Peter bei seiner Einführung in das Bischofsamt der Provinz Sachsen im Dom zu Magdeburg am 4. Februar 1934. Evangelisch-Sozialer Preßverband für die Provinz Sachsen 1934.
- Der Dom der Deutschen. Predigt in der Gottesfeier am 3. Juli 1940 im Deutschen Dom am Gendarmenmarkt zu Berlin. Berlin 1940.